# Pelegrina variegata
Pelegrina variegata är en spindelart som först beskrevs av Pickard-Cambridge F. 1901.  Pelegrina variegata ingår i släktet Pelegrina och familjen hoppspindlar. Inga underarter finns listade i Catalogue of Life.